# Barbara York Main
Barbara Anne York Main (Kellerberrin, 27 de enero de 1929-Australia, 14 de mayo de 2019) fue una aracnóloga australiana y profesora adjunta de la Universidad de Australia Occidental. Redactó cuatro libros y más de 90 artículos de investigación. Es reconocida por su trabajo en la taxonomía de arácnidos, habiendo descrito 34 especies y 7 géneros. Estudió durante más de 40 años a la araña #16, la más longeva conocida. Se retiró en 2017.

## Biografía
Sus primeros años transcurrieron en lo que se conoce como «Wodjil country», áreas conocidas por arena ácida, con Acacia victoriae, Casuarinaceae y Eucalyptus loxophleba. Escribió sobre el área en su libro Between Wodjil and Tor (1967). Estudió en la Universidad de Australia Occidental, especializándose en zoología, y obtuvo su doctorado en 1956.
En 1952 se casó con el zoólogo Bert Main (1919-2009), con quien tuvo tres hijos.
En 2011 recibió la Orden de Australia. En 2018 recibió la medalla de la RSWA, siendo la primera mujer en recibirla.